# Kir Bułyczow
Kir Bułyczow (Кир Булычёв), właściwie Igor Wsiewołodowicz Możejko (Игорь Всеволодович Можейко) (ur. 18 października 1934, zm. 5 września 2003) – rosyjski historyk i pisarz fantastyki naukowej oraz krytyk fantastyki. Pracował w Instytucie Orientalistyki Radzieckiej Akademii Nauk, miał stopień naukowy doktora.

## Twórczość
Jego pierwsze opowiadanie fantastyczne pt. Dinozaury nie wymarły zostało wydane w czasopiśmie Wokrug swieta pod koniec 1967.
Jego najbardziej znane utwory to seria humorystycznych opowiadań o mieszkańcach rosyjskiego miasteczka Wielki Guslar, będącego nieco karykaturalną kopią istniejącego miasta Wielki Ustiug. Nawet nazwiska bohaterów zostały zaczerpnięte z książki adresowej tego miasteczka z 1907. Wielki Guslar przyciąga wszelkiego rodzaju kosmitów i nadnaturalne istoty. Dzieją się w nim rzeczy będące często satyrą na życie w Związku Radzieckim i Rosji.
Inną znaną serią utworów Bułyczowa był cykl powieści dla dzieci i młodzieży o Alicji, dziewczynce z przyszłości.
Bułyczow zajmował się również tłumaczeniem amerykańskiej science-fiction na język rosyjski, a także napisał ponad 20 scenariuszy filmowych. Laureat Nagrody Państwowej ZSRR (tzw. październikowej) z 1982 za scenariusze.

## Pseudonim
Pseudonim autora jest połączeniem Kir – od imienia żony (Kira), Bułyczow, od nazwiska panieńskiego matki.

## Polska bibliografia
W nawiasie podano datę pierwszej publikacji w języku polskim.

### Cykl guslarski
- Antybohater (2002)
- Charyzma (2005)
- Chronospaj (2005)
- Co dwa buty to nie jeden (2002)
- Czarny kawior (1984)
- Czas krokodyla (2001)
- Czego dusza zapragnie (2002)
- Desant kosmiczny (1999)
- Drugie dno baśni (2005)
- Dwie krople na szklankę wina (1976)
- Dwie metody teleportacji (1984)
- Dziewczynka z konewką (2005)
- Głowa na granatowcu (2005)
- Goryl w kewlarze (2005)
- Guslar-Neapol (1984)
- Instrument dla cudownego dziecka (2003)
- Jabłoń (2001)
- Jadalny tygrys (2002)
- Jak go rozpoznać? (1976)
- Jeniec miłości (1984)
- Każdy ma co wspominać (1985)
- Klina klinem (2002)
- Kontakty osobiste (1976)
- Kosmografia zazdrości (2004)
- Ku gwiazdom! (2002)
- Lekarstwo na wszystko (2005)
- Lenoczka-Leonardo (2005)
- Liśki (2002)
- Marzenia zaocznego studenta (2002)
- Miłość do milczącego stworzenia (1984)
- Minione czasy (1996)
- Napój zapomnienia (1999)
- Na przekór doli kobiecej (2005)
- Nie drażnić czarownika! (1982)
- Niepotrzebna miłość (2002)
- Nostalgen (2005)
- Nowy Susanin (1996)
- Nowi Guslarczycy (2005)
- Obraza (1999)
- Odbicie w lustrze (1999)
- Ofiara inwazji (2005)
- Ojcowie i dzieci (1999)
- Oni już tu są! (2005)
- Opowieść o kontakcie (1999)
- Parowóz dla cara (1979)
- Pieprzyk (1999)
- Pokusa (1982)
- Przestańcie kochać Łożkina (2002)
- Przeszukanie (2005)
- Przybysze nie do nas (1999)
- Reinkarnacja z drugiej ręki (2002)
- Rejonowe zawody w domino (1999)
- Retrogenetyka (1983)
- Rozmowa z zabójcą (2005)
- Rozum zniewolony (1983)
- Rycerze na rozdrożach (1979)
- Są wolne miejsca (1984)
- Silniejszy od żubra i słonia (1984)
- Skandal (2005)
- Skarbnica mądrości (1972)
- Skarbonka (1985)
- Skórka czasu (1997)
- Sny Maksyma Udałowa (1982)
- Sponsora! (1999)
- Sublokatorzy (1984)
- Szaty reketiera (1999)
- Sześćdziesiąty drugi odcinek (2002)
- Szpiegowski bumerang (2000)
- Szukam wolnej planety (1985)
- Śladami Bombarda (1983)
- Świat równoległy (1999)
- Świeży transport złotych rybek (1976)
- Technologia opowiadania (1999)
- Termometr uczuć (1979)
- Timeo Danaos (1984)
- Totalna klęska (1999)
- Trzeba pomóc (1976)
- Twoja Rachela (2005)
- Ukochany uczeń fakira (1979)
- Umówione życie (2002)
- Uparty marsjasz (1984)
- Warsztat szewski (2002)
- Wielce szanowny mikrob (1999)
- Wielki Guslar: krótki przewodnik (1976)
- Wirusów się nie pierze (2005)
- Wolny tyran (1999)
- Wzajemność (1976)
- Zaginiony bez wieści (2005)
- Zagraniczny agent kosmiczny (2002)
- Z deszczu pod rynnę (2005)
- Zhańbione miasto (1998)
- Zmartwychwstanie Czapajewa (1983)
- Zrozum bliźniego swego! (2005)
- Żegnaj, swobodo (1999)
- Życie za triceratopsa (2005)

### PrzygodyAlicji
- Podróże Alicji (1978)
- Było to za sto lat (1983)
- Milion przygód (1984)
- Dziewczynka z przyszłości (1988)
- Wakacje w kosmosie (1991)

### Pawłysz
- Osada (1989)
- Biała śmierć (1987)
- Białe skrzydła kopciuszka (1985)
- Bioformant i dziewczyna [fragm. noweli „Białe skrzydła kopciuszka”] (1976)
- Chatka [pierwszy rozdział noweli „Biała śmierć”, inne tłumaczenie] (1975)
- Miejsce dla smoka (1978)
- Ostatnia wojna (1970)
- Połowa życia (1979)
- Przełęcz [także pod tytułem: Dzikusy] (1981)
- Trzynaście lat podróży (2001)

### Policja Intergalaktyczna
- Przepaść bez dna (2002)
- Wyspa dzieci (2002)
- Zamach na Tezeusza (2004)

### Bajki
- Koziołek (1981)
- Księżniczka na ziarnku grochu (1968)
- Rzepka (1968)

### Teatr cieni
- Świat bez czasu (2007)
- Pole bitwy z lotu ptaka (2002)

### Instytut ekspertyzy
- Komu to potrzebne? (1984)
- Listy z laboratorium (1984)

### Pozostałe utwory
- Agent FK (1988)
- Carskie źródło (2006)
- Cudza pamięć (1985)
- Miasto na Górze (1983)
- Pupilek (2001)
- Śmierć piętro niżej (2006)
- Świątynia czarownic (1991)
- Tajemnica Orułganu (2007)
- Żuraw w garści (1977)
- Awaria na linii (1973)
- Bulwa (1976)
- Czerwony jeleń, biały jeleń (1980)
- Cziczako na pustyni (1982)
- Czy mogę rozmawiać z Niną? (1982)
- Dialog o Atlantydzie (1976)
- Gdzie podziali się goście? (1983)
- Inna polana (1983)
- Ja pierwszy was odnalazłem (1988)
- Kocioł (2000)
- Konsekracja (1980)
- Letni ranek (1985)
- Mutant (1983)
- Na ratunek (1997)
- Nasz człowiek w przeszłości (1983)
- Osiemnaście razy (1983)
- Pocieszyciel (1998)
- Protest (1983)
- Przybysze (1999)
- Rozbójnicy Oceanu Indyjskiego (jako Igor Możejko)
- Sztuka rzucania piłki (1983)
- Śnieżka (1984)
- Wania + Dasza = Miłość (2007)
- Wpadka ’67 (1999)
- Wspólna wola narodu radzieckiego (1997)
- Wybiła północ (1999)
- Wybór (1972)
- Zostaw to, chłopcze (1984)
- Zwierz mi się (2003)

## Nagrody[2]
- EuroCon (1984): Best short story writer
- Brązowy Ślimak, opowiadanie (1993): O strachie
- Nagroda Bielajewa, (1994)
- Zilantcon (1996): Osieczka-67
- Aelita (1997)
- Sigma-F, krytyka (2000): Kak stat fantastom. Zapiski siemidiesiatnika
- ABS-priemija, krytyka i publicystyka (2000): Kak stat fantastom. Zapiski siemidiesiatnika
- Sigma-F, opowiadanie, opowiadania i cykle opowiadań (2001): Guslar
- Aelita (2002)
- Zwiezdnyj Most (2003)
- Strannik, Paladyn fantastyki (2003)
- RosCon (2004): Padczerica epochi
- Strannik, krytyka (2004): Padczerica epochi
- RosCon (2004): Ubieżiszczie
- Sigma-F, publicystyka (2004): Padczerica epochi
- Brązowy Ślimak, publicystyka (2004): Padczerica epochi
- Portal, krytyka (2004): Padczerica epochi
- Interpresscon, krytyka/publicystyka (2004): Padczerica epochi
- ABS-priemija, krytyka i publicystyka (2004): Padczerica epochi
- Sigma-F, powieść (2005): Ubieżiszcze
- Nagroda Bielajewa, (2008)